# Kietrz (gmina)
Kietrz – gmina miejsko-wiejska w województwie opolskim, w powiecie głubczyckim. W latach 1975–1998 gmina położona była w województwie opolskim.
Siedziba gminy to Kietrz.
Według danych z 30 czerwca 2007 gminę zamieszkiwało 11 776 osób.

## Struktura powierzchni
Według danych z roku 2002 gmina Kietrz ma obszar 139,93 km², w tym:
- użytki rolne: 88%
- użytki leśne: 2%

Gmina stanowi 20,79% powierzchni powiatu.

## Demografia

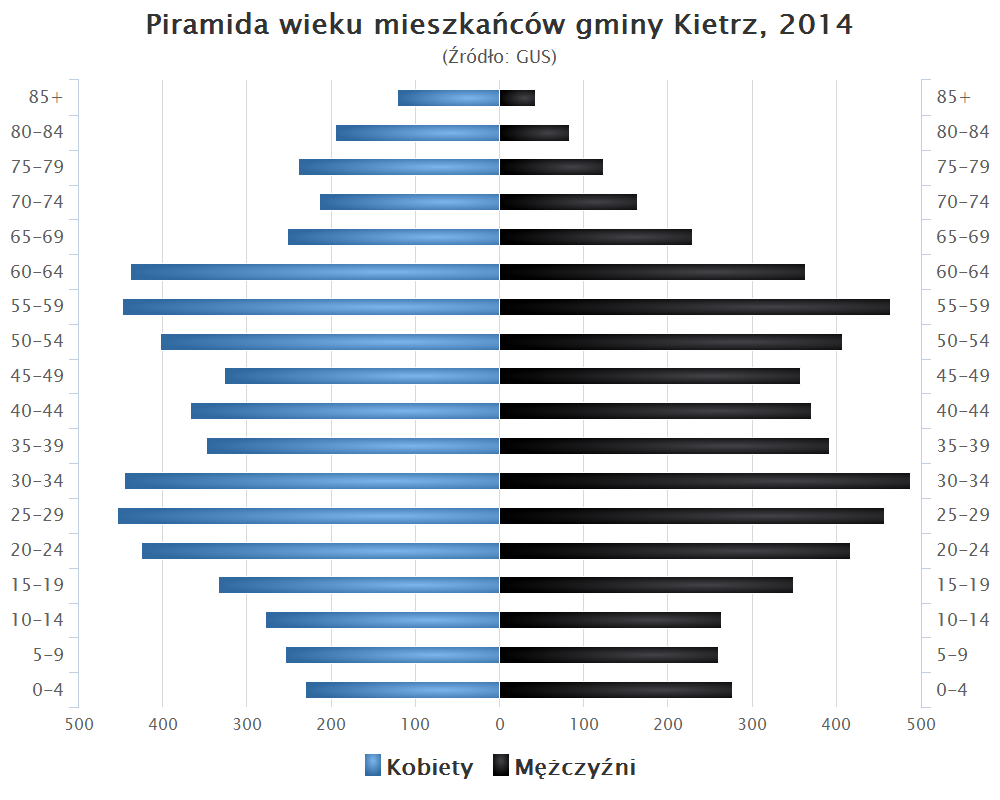
Piramida wieku mieszkańców gminy Kietrz w 2014 roku

Dane z 30 czerwca 2004:
| Opis                              | Ogółem | Ogółem | Kobiety | Kobiety | Mężczyźni | Mężczyźni |
| --------------------------------- | ------ | ------ | ------- | ------- | --------- | --------- |
| jednostka                         | osób   | %      | osób    | %       | osób      | %         |
| populacja                         | 11 954 | 100    | 6128    | 51,3    | 5826      | 48,7      |
| gęstość zaludnienia (mieszk./km²) | 85,4   | 85,4   | 43,8    | 43,8    | 41,6      | 41,6      |

## Sąsiednie gminy
Baborów, Branice, Głubczyce, Pietrowice Wielkie. 